# 20 Anos ao Vivo
20 Anos ao Vivo é o segundo álbum ao vivo, da banda de punk rock brasileira Cólera, lançado pela Devil Discos em 2002 no site Discogs.

## Faixas
1. "Qual Violência?"
2. "Violar suas Leis"
3. "São Paulo"
4. "C.D.M.P."
5. "Palpebrite"
6. "Missão Libertar"
7. "Não Fome"
8. "Verde"
9. "Direitos Humanos"
10. "Quem é Você?"
11. "Dia e Noite, Noite e Dia"
12. "João"
13. "X.O.T."
14. "Subúrbio Geral"
15. "Hhey!"
16. "Histeria"
17. "É Natal?!"
18. "Quanto Vale a Liberdade?"
19. "Adolescente"
20. "Duas Ogivas"
21. "Pela Paz"